# ちゅらサウンド
有限会社ちゅらサウンド（英: Chura Sound Co.,Ltd.）は、映画・アニメーションなどの音響効果制作を行う企業である。

## 概要
サウンドガーデンに所属していた森川永子と野崎博樹が2006年3月13日に設立した。
主に東映アニメーション・京都アニメーション・A-1 Pictures・TRIGGER・SILVER LINK・OLM・スタジオコメット作品の音響効果やグロービジョン・ビットグルーヴプロモーション・楽音舎・HALF H・P STUDIO・スタジオマウスなどが音響制作を担当するアニメ作品に数多く参加している。

## 所属スタッフ

### 現在
- 森川永子（スワラ・プロ→楽音舎→サウンドガーデン→）（代表）
- 野崎博樹（AUDIO PLANNING U→音塾→サウンドガーデン→）
- 石野貴久（E&Mプランニングセンター→サウンドリング→）
- 佐藤理緒
- 小林亜依里
- 曽根万鈴

### 過去
- 深町隼人
- 尾形英昭
- 田村くるみ
- 林裕樹（→フリーランス）

## 担当作品

### 放送中の作品
- 名探偵コナン（ytv-NNS）※石野貴久担当、第975話以降担当。
- キミとアイドルプリキュア♪（ABC-ANN）※石野貴久担当
- 真･侍伝 YAIBA（ytv-NNS）※森川永子、曽根万鈴（効果助手）担当
- 地獄先生ぬ〜べ〜 2025年版（EX）※森川永子、佐藤理緒共同担当
- ハイガクラ（UHF）※野崎博樹、小林亜依里共同担当
- その着せ替え人形は恋をする Season 2（UHF）※野崎博樹、小林亜依里共同担当
- New PANTY & STOCKING with GARTERBELT (UHF) ※野崎博樹担当

## 過去の担当作品

### TVアニメ
- 京都アニメーション作品　※全て森川永子担当
  - 涼宮ハルヒの憂鬱（2006年版・2009年版共（UHF）
  - らき☆すた（UHF）
  - CLANNAD（TBS）
  - CLANNAD 〜AFTER STORY〜（TBS）
  - 日常（UHF）
  - 氷菓 (UHF)
  - 中二病でも恋がしたい！シリーズ（UHF）
  - Free!シリーズ（ABC-UHF）
  - 無彩限のファントム・ワールド（ABC-UHF）
  - 響け!ユーフォニアムシリーズ（UHF）
  - 響け!ユーフォニアム3（NHK E）※森川永子・佐藤理緒担当
- Ordet作品 ※全て森川永子担当
  - ブラック★ロックシューター (CX)
  - 戦勇。 (TX)
  - Wake Up, Girls! (TX)
- 新星輝デュエル・マスターズ フラッシュ（TX）※野崎博樹担当
- ゼロ デュエル・マスターズ→デュエル・マスターズ ゼロ（TX）※野崎博樹担当
- デュエル・マスターズ クロス→クロスショック（TX）※野崎博樹担当
- PandoraHearts (TBS）※野崎博樹担当
- ケメコデラックス! (ytv-UHF）※野崎博樹担当
- Project BLUE 地球SOS (UHF）※森川永子担当
- 青の祓魔師 (MBS-JNN）※森川永子担当
- RDG レッドデータガール (UHF) ※森川永子・尾形英昭（効果助手）担当
- サーバント×サービス（ABC-UHF）※野崎博樹担当
- ハナヤマタ（TX）※森川永子担当
- ガールフレンド（仮）（TX）※森川永子担当
- 七つの大罪シリーズ （MBS-JNN→TX）※森川永子担当
- ばらかもん (NTV）※森川永子・林裕樹（効果助手）担当
- 鉄人28号ガオ!（CX）※野崎博樹担当
- 朝日放送制作日曜朝8時30分枠のアニメ（ABC-ANN）※全て石野貴久担当
  - Go!プリンセスプリキュア
  - 魔法つかいプリキュア!
  - キラキラ☆プリキュアアラモード
  - HUGっと!プリキュア
  - スター☆トゥインクルプリキュア
  - ヒーリングっど♥プリキュア
  - トロピカル〜ジュ!プリキュア
  - デリシャスパーティ♡プリキュア
  - ひろがるスカイ!プリキュア
  - わんだふるぷりきゅあ!
- 金田一少年の事件簿R（第ニ期）（ytv-NNS）※石野貴久担当
- ハンドレッド（TX）※野崎博樹担当
- B-PROJECT〜鼓動*アンビシャス〜 （UHF）※森川永子・林裕樹担当
- 艦隊これくしょん -艦これ- (UHF）※野崎博樹担当
- ハヤテのごとく! (TX）※森川永子担当
- ハヤテのごとく! CAN'T TAKE MY EYES OFF YOU (TX）※野崎博樹担当
- ハヤテのごとく! Cuties (TX）※野崎博樹担当
- 聖戦ケルベロス 竜刻のファタリテ (TX）※野崎博樹担当
- めだかボックス→めだかボックス アブノーマル (TX）※野崎博樹担当
- ワンワンセレプー それゆけ!徹之進 (TVA-TXN）※野崎博樹担当
- フューチャーカード バディファイトシリーズ (TVA-TXN）※野崎博樹担当
- パンティ&ストッキングwithガーターベルト (UHF）※森川永子・野崎博樹担当
- 神のみぞ知るセカイシリーズ (TX）※野崎博樹担当
- ジュエルペット きら☆デコッ! (TX）※野崎博樹担当
- ジュエルペット ハッピネス (TX）※野崎博樹担当
- レディ ジュエルペット (TX）※野崎博樹担当
- ラクエンロジック (UHF）※森川永子担当
- キルラキル (MBS-JNN）※森川永子担当
- ファンタジスタドール (UHF）※森川永子担当
- Saint October (UHF）※野崎博樹担当
- 会長はメイド様（TBS) ※野崎博樹担当
- ちび☆デビ!（NHK) ※野崎博樹担当
- 夏のあらし!シリーズ（TX) ※野崎博樹担当
- 荒川アンダー ザ ブリッジシリーズ（TX) ※野崎博樹担当
- うどんの国の金色毛鞠（NTV・RNC) ※森川永子担当
- 犬夜叉 完結編（ytv-NNS）※森川永子担当
- Fate/Zero（UHF) ※野崎博樹担当
- ダンタリアンの書架（TX) ※野崎博樹担当
- 武装少女マキャヴェリズム（UHF）※野崎博樹担当
- ゼロから始める魔法の書（UHF）※森川永子・林祐樹（効果助手）担当
- 恋と嘘 (UHF) ※森川永子担当
- 18if (UHF) ※森川永子担当
- キミと僕の最後の戦場、あるいは世界が始まる聖戦 Season I（AT-X）※林佑樹担当
- MIX（ytv-NNS）※野崎博樹担当
- MIX MEISEI STORY 2ND SEASON 〜二度目の夏、空の向こうへ〜（ytv-NNS）※野崎博樹・小林亜依里担当
- 異世界でチート能力を手にした俺は、現実世界をも無双する〜レベルアップは人生を変えた〜（MX）※野崎博樹・小林亜依里担当
- でこぼこ魔女の親子事情（MX）※野崎博樹・小林亜依里担当
- キボウノチカラ～オトナプリキュア'23～（NHK）※石野貴久・水野さやか担当
- 青の祓魔師 島根啓明結社篇 (UHF) ※森川永子、佐藤理緒共同担当
- 青の祓魔師 雪ノ果篇 (UHF) ※森川永子、佐藤理緒共同担当
- 青の祓魔師 終夜篇（UHF）※森川永子、佐藤理緒共同担当
- 魔法つかいプリキュア!!〜MIRAI DAYS〜（ABC-ANN）※石野貴久担当
- 沖縄で好きになった子が方言すぎてツラすぎる（MX）※野崎博樹、小林亜依里共同担当
- 結婚するって、本当ですか (UHF) ※野崎博樹、小林亜依里共同担当
- 月刊モー想科学 (UHF) ※野崎博樹、小林亜依里共同担当
- 邪神ちゃんドロップキック (UHF) ※野崎博樹、小林亜依里共同担当
- 狐狸之声 (UHF) ※石野貴久担当
- ニル・アドミラリの天秤 (UHF) ※野崎博樹担当
- 半妖の夜叉姫 (ytv-NNS) ※森川永子(#1~#19)・野崎博樹(#20~#24)・佐藤理緒（効果助手）担当
- 半妖の夜叉姫 Season2 (ytv-NNS) ※森川永子・佐藤理緒担当
- その着せ替え人形は恋をする (UHF) ※野崎博樹、小林亜依里共同担当
- Fairy蘭丸〜あなたの心お助けします〜 (UHF) ※野崎博樹、小林亜依里共同担当
- バック・アロウ (UHF) ※野崎博樹、小林亜依里共同担当
- ハイガクラ (UHF) ※野崎博樹、小林亜依里共同担当
- 宝石商リチャード氏の謎鑑定 (UHF) ※野崎博樹、小林亜依里共同担当
- 農民関連のスキルばっか上げてたら何故か強くなった。 (UHF) ※林佑樹担当
- 不徳のギルド (UHF) ※林佑樹担当
- Extreme Hearts (UHF) ※林佑樹担当
- 古見さんは、コミュ症です。 (TX) ※林佑樹担当
- メジャーセカンド (NHK) ※林佑樹担当
- 旗揚!けものみち (UHF) ※林佑樹担当
- 火狩りの王 (WOWOW) ※森川永子、佐藤理緒共同担当
- 夜廻り猫 (NHK) ※森川永子、佐藤理緒共同担当
- 裏切りは僕の名前を知っている (UHF) ※森川永子担当
- WORKING!! (ytv-UHF) ※森川永子担当
- WORKING!!! (ytv-UHF) ※森川永子担当
- デビルズライン (UHF) ※森川永子、林佑樹共同担当
- ゼロから始める魔法の書 (UHF) ※森川永子・林裕樹（効果助手）担当
- ダンス・ダンス・ダンスール (MBS-JNN) ※森川永子・佐藤理緒（効果助手）担当
- アンデッドガール・マーダーファルス (UHF) ※森川永子・佐藤理緒（効果助手）担当
- 貼りまわれ!こいぬ (TX) ※佐藤理緒担当
- 勘違いの工房主〜英雄パーティの元雑用係が、実は戦闘以外がSSSランクだったというよくある話〜 (UHF) ※野崎博樹、小林亜依里共同担当
- 前橋ウィッチーズ (UHF) ※野崎博樹・小林亜依里（効果助手）担当
- 中禅寺先生物怪講義録 先生が謎を解いてしまうから。 (TX) ※小林亜依里、野崎博樹共同担当

### 映画
- スペース・スクワッド ギャバンVSデカレンジャー ※野崎博樹担当
- 宇宙刑事　NEXT GENERATION ※野崎博樹担当
- 言の葉の庭 ※森川永子・尾形英昭（効果助手）担当
- 君の名は。 ※森川永子・林裕樹（効果助手）担当
- マジンガーZ / INFINITY ※石野貴久担当
- 名探偵コナン 緋色の弾丸 ※森川永子・佐藤理緒・田村くるみ（効果助手）担当
- 名探偵コナン ハロウィンの花嫁 ※石野貴久・佐藤理緒担当
- 名探偵コナン 黒鉄の魚影 ※石野貴久・佐藤理緒担当
- 名探偵コナン 100万ドルの五稜星 ※石野貴久・佐藤理緒・曽根万鈴担当
- 名探偵コナン 隻眼の残像 ※石野貴久・佐藤理緒・曽根万鈴担当
- SERVAMP Alice in the Garden ※石野貴久担当
- 魔女見習いをさがして ※石野貴久・林裕樹（効果助手）担当
- 劇場版 魔法先生ネギま！ ANIME FINAL ※野崎博樹担当
- BAYONETTA BLOODY FATE ※野崎博樹担当
- 劇場版 艦これ ※野崎博樹担当
- 魔法少女リリカルなのは Reflection ※野崎博樹担当
- 魔法少女リリカルなのは Detonation ※野崎博樹担当

### OVA
- にじいろ☆プリズムガール ※野崎博樹担当
- ファンタジスタ ステラ ※野崎博樹担当
- 今際の国のアリス ※野崎博樹担当
- オレ様キングダム Kings of My Love ※野崎博樹担当
- 技の旅人 ※野崎博樹・深町隼人担当

### Webアニメ・その他
- 宮河家の空腹 ※森川永子担当
- 殿といっしょ ※森川永子担当
- 端ノ向フ ※野崎博樹担当
- Fate/Grand Order 藤丸立香はわからない ※野崎博樹・小林亜依里担当
- スター・ウォーズ: ビジョンズ ※野崎博樹担当
- 9人目のジェダイ ※野崎博樹・小林亜依里（効果助手）担当
- Cyberpunk EDGERUNNERS ※野崎博樹・小林亜依里担当